# ۱۲۱۳ (قمری)
۱۲۱۳ (قمری)، هزار و دویست و سیزدهمین سال در گاهشماری هجری قمری است. اول محرم این سال برابر با پانزدهم ژوئن سال ۱۷۹۸ میلادی است.

## وابسته
- فروغی بسطامی
- پرتو اصفهانی